# Feraj
Feraj/Fery (Φεραί, Pherae) – miasto w starożytnej Tessalii, położone niedaleko Zatoki Pagasyjskiej.
Według mitologii królem Feraj był Admet, mąż Alkestis, u którego przez jakiś czas jako niewolnik służył Apollo, ukarany przez Zeusa za zabójstwo Cyklop. Pod koniec V i w pierwszej połowie IV w. p.n.e. miastem władali tyrani, którzy dążyli do hegemonii nad całą Tessalią – Lykofron, Jazon i Aleksander z Feraj.

## Tyrani Feraj[1]
- Lykofron I – ?-406-395 p.n.e.-?
- Polialkes – ? (brat lub syn Lykrofona I)
- Jazon – ?-377-370 p.n.e. (syn Lykofrona I)
- Polidor – 370 p.n.e. (syn Lykofrona I)
- Polfron – 370-369/368 p.n.e. (syn Lykofrona I)
- Aleksander z Feraj – 369/368-358 p.n.e. (syn Jazona lub Polidora)
- Tisyfon – 358 – ok. 355 p.n.e. (prawdopodobnie syn Polialkesa, adoptowany przez Jazona)
- Lykofron II – ok. 355-352 p.n.e. (prawdopodobnie syn Polialkesa, adoptowany przez Jazona)
- Pitolas – ok. 355-352 p.n.e. (prawdopodobnie syn Polialkesa, adoptowany przez Jazona)